# Sfântul Mirin
Sfântul Mirin (n. 565 d.Hr., Renfrewshire, Scoția, Regatul Unit – d. 620 d.Hr.) a fost un călugăr irlandez din secolul al VII-lea, inițial la mănăstirea Bangor din Irlanda, apoi întemeietorul așezământului monahal de la Paisley, în Scoția.
Clubul de fotbal St. Mirren FC îi poartă numele.